# La ronda dei carcerati
La ronda dei carcerati è un dipinto del pittore olandese Vincent van Gogh, realizzato nel 1890 e conservato al Museo Puškin di Mosca.

## Descrizione

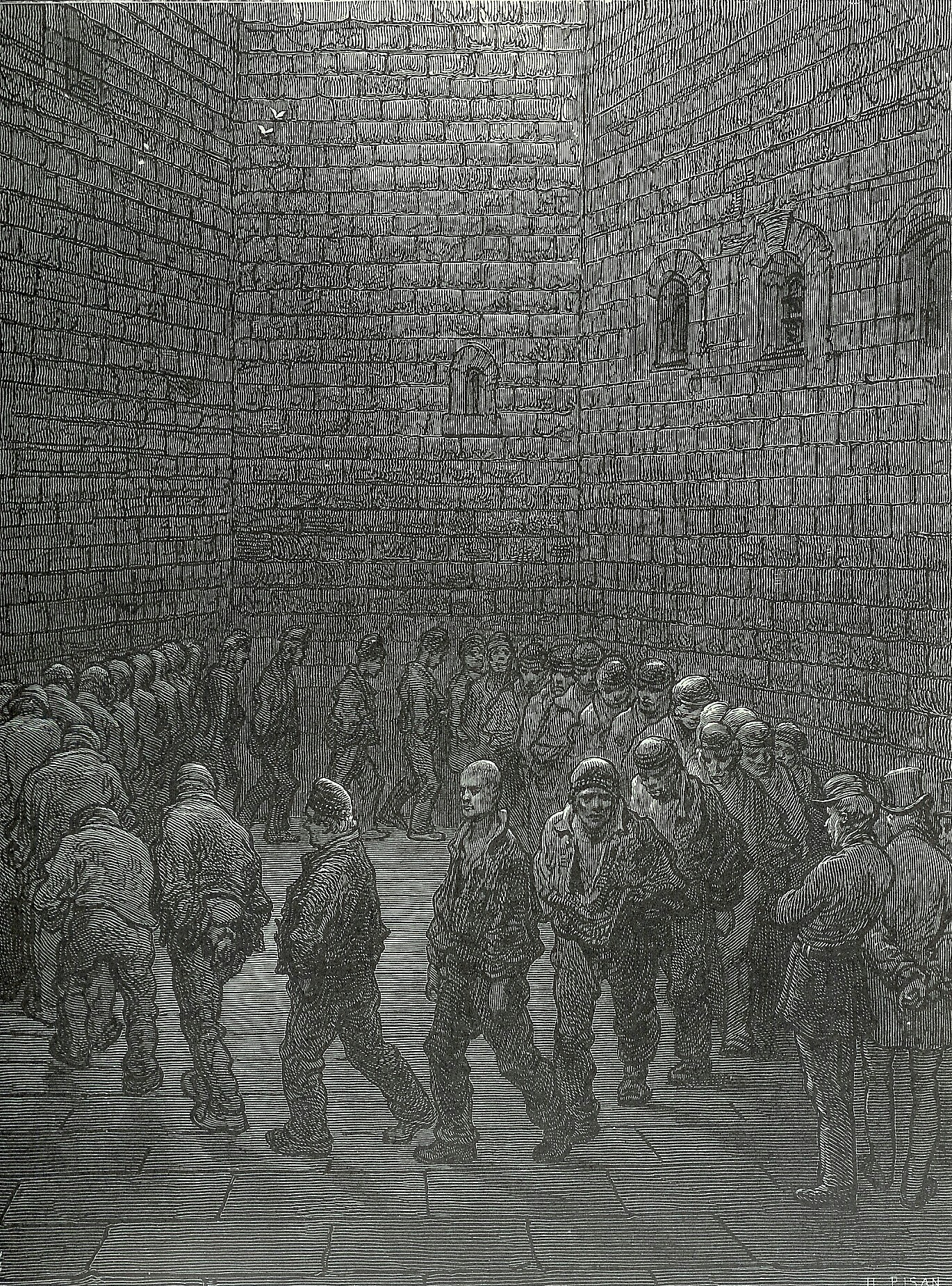
Gustave Doré, Newgate: The Exercise Yard (1872)

Questa opera è stata realizzata mentre van Gogh era degente nel manicomio di Saint-Rémy. Il soggetto non è originale, ma è tratto da un'incisione in bianco e nero di Gustave Doré: in quel periodo, infatti, Van Gogh era rinchiuso in isolamento nel manicomio di Saint-Rémy-de-Provence, e, non avendo possibilità di dipingere all'aperto, realizzò numerose copie di stampe di vari artisti, fra i quali Honoré Daumier, Jean-François Millet, e appunto Doré, che aveva pubblicato quest'incisione nel volume London, a Pilgrimage con il titolo Newgate: The Exercise Yard. Il soggetto scelto da Doré certamente rifletteva la tensione allucinata che gravava sull'animo di Vincent, il quale era da lungo tempo tormentato da momenti di depressione e istinti autodistruttivi: era solo questione di mesi perché egli andasse incontro alla morte, suicidandosi in un campo di grano maturo.
La scena si ambienta in una «fossa dei serpenti» dalla forma poligonale, dalle pareti che estendendosi minacciosamente verso l'alto precludono l'orizzonte allo sguardo, il quale vorrebbe andare oltre questo cortile claustrofobico e opprimente. Ogni velleità di speranza è funestamente rovinata, anche per via delle grandi pietre della pavimentazione che, riflettendo ulteriormente l'irreale luce azzurra che inonda la scena, la cala in un'atmosfera asfissiante e allucinata. Il senso di chiusura che scaturisce da questa visione viene esasperato dai prigionieri che, fuoriusciti dalle celle per l'ora d'aria, sembrano ruotare senza fine, con il loro incedere apatico, affaticato e ripetitivo. Alcuni carcerieri, che per il loro aspetto farebbero pensare piuttosto a dei flâneur borghesi, osservano con una raccapricciante indifferenza il dramma umano che si sta consumando davanti ai loro occhi.
Uno dei carcerati, quello in primo piano con i capelli fulvi, rivolge il suo sguardo disperato all'osservatore: le sue braccia cadono inerti lungo i fianchi e non indossa alcun berretto, a differenza dei suoi compagni, che tengono le mani in tasca o giunte dietro la schiena e hanno il capo coperto. Si distingue, dunque, dalla massa anonima e informe intorno a lui, si rende conto di come le sue condizioni umane siano state violentate, e ora intende abbandonare senza timori le «maschere» che la società gli ha imposto: secondo alcuni critici si tratterebbe di un autoritratto dell'artista stesso, ormai smanioso di sottrarsi allo stato di abbandono cui lo ha costretto la degenza a Saint-Rémy e di evadere, alla ricerca della libertà. Van Gogh, in questo modo, racconta la sua tragedia di artista esiliato dalla società, incompreso, disadattato, nonostante il suo struggente desiderio di amare il prossimo. Ma in tutta questa tristezza permane un anelito di speranza. Due piccole farfalle, in alto, aleggiano vicine sulla parete: con le loro ali fragili e bianche possono superare ostacoli insormontabili per gli esseri umani e ricercare felicità infinite.